# Jean-Louis Gagnon
Pour les articles homonymes, voir Gagnon.
Jean-Louis Gagnon, (21 février 1913 à Québec - 26 mai 2004) était un journaliste québécois.
Il est le fondateur du magazine politique et littéraire nationaliste Vivre. À la suite de son expulsion du mouvement de Paul Bouchard et du journal La Nation, le 10 octobre 1936, il fonde un politburo communiste selon son collaborateur Paul Bouchard. Il a aussi été rédacteur en chef au quotidien La Presse (1958-1961), avant de mettre sur pied le Nouveau Journal dont l’existence est de courte durée. Il a été ambassadeur du Canada auprès de l’Unesco à Paris au cours des années 1970.

## Honneur
- 1994 : Chevalier de l’Ordre national du Québec (pour sa contribution au journalisme et aux lettres)